# Bibasis
The awlets, Bibasis, là một chi bướm ngày thuộc họ Bướm nâu.

## Các loài
- Bibasis amara - Small Green Awlet
- Bibasis anadi - Plain Orange Awlet
- Bibasis aquilina (Speyer, 1879)
- ? Bibasis arradi Nicer
- Bibasis etelka (Hewitson, [1867])
- Bibasis gomata - Pale Green Awlet
- Bibasis harisa - Orange Awlet
- Bibasis iluska (Hewitson, 1867)
- Bibasis imperialis Plötz, 1886
- Bibasis jaina - Orange-striped Awl
  - Bibasis jaina formosana (Fruhstorfer, 1911)
- ? Bibasis kanara (Evans, 1926)
- Bibasis miraculata Evans, 1949
- Bibasis oedipodea - Branded Orange Awlet
- Bibasis owstoni Eliot, 1980
- Bibasis phul (Mabille, 1876)
- Bibasis sena - Orangetail Awl
- Bibasis striata (Hewitson, [1867])
- Bibasis tuckeri Elwes & Edwards, 1897
- Bibasis unipuncta Lee, 1962
- Bibasis vasutana - Green Awlet

## Hình ảnh

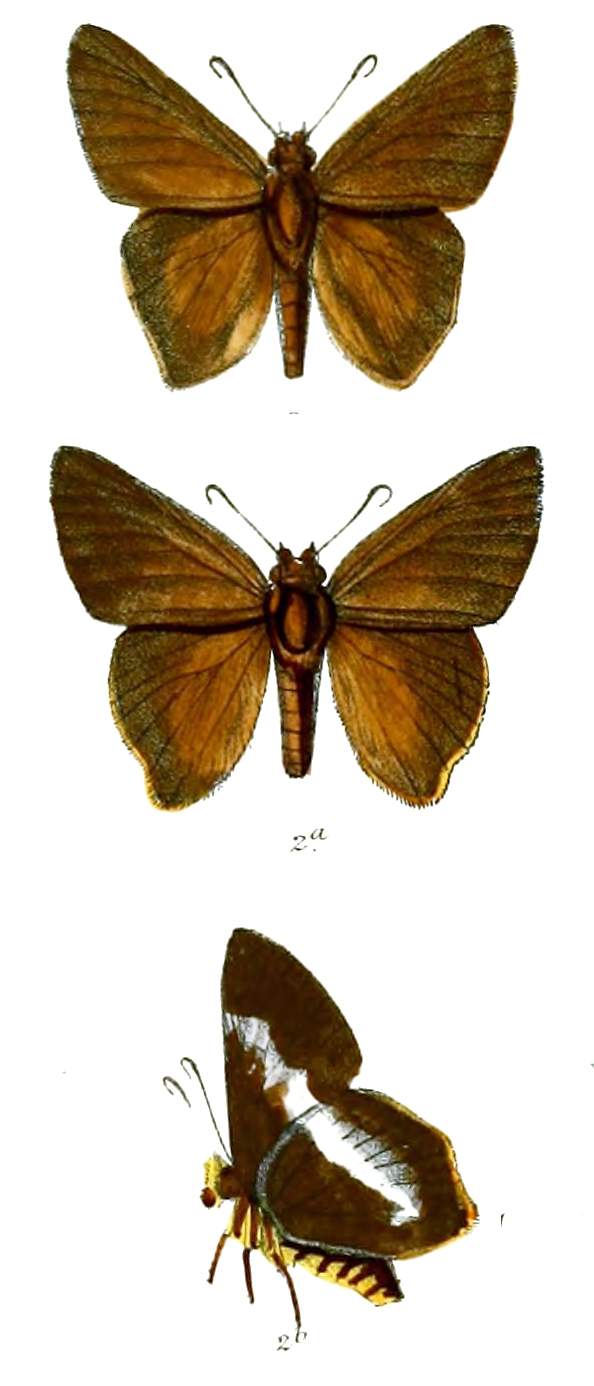
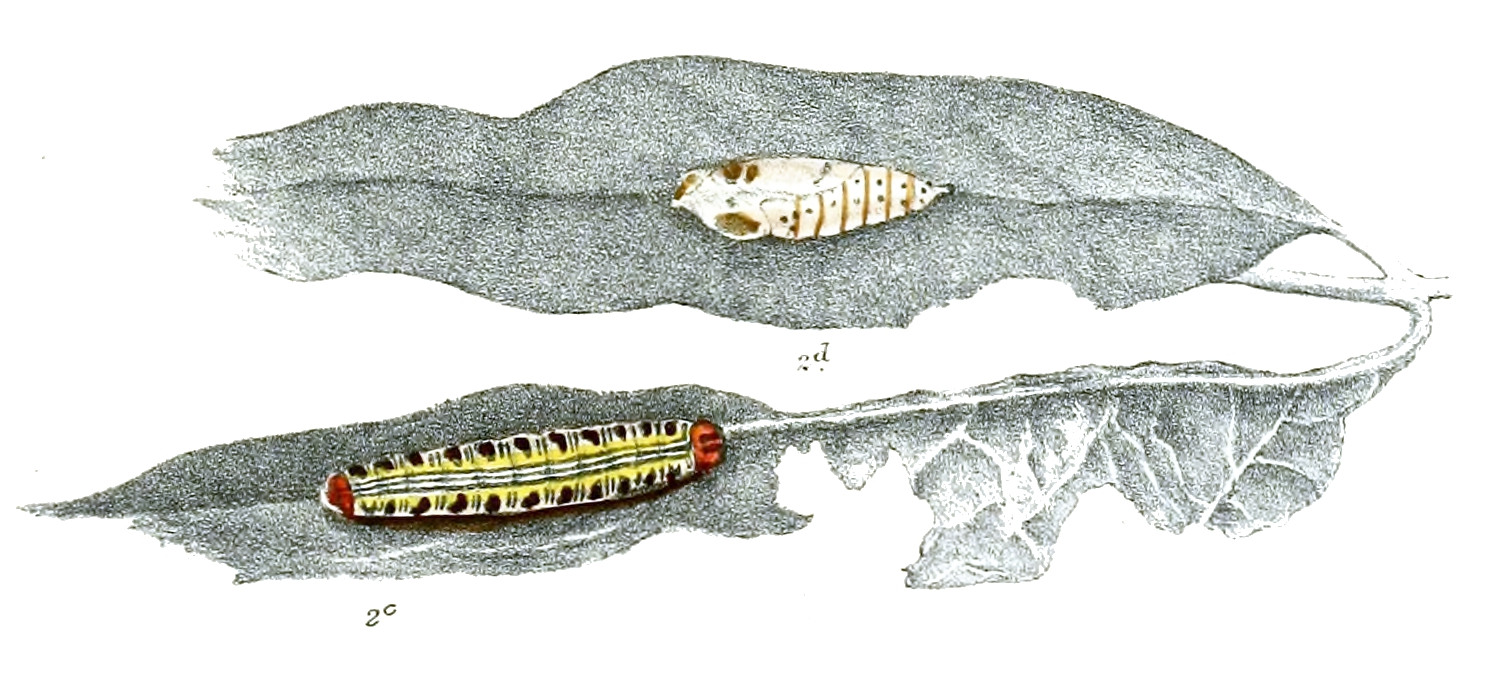
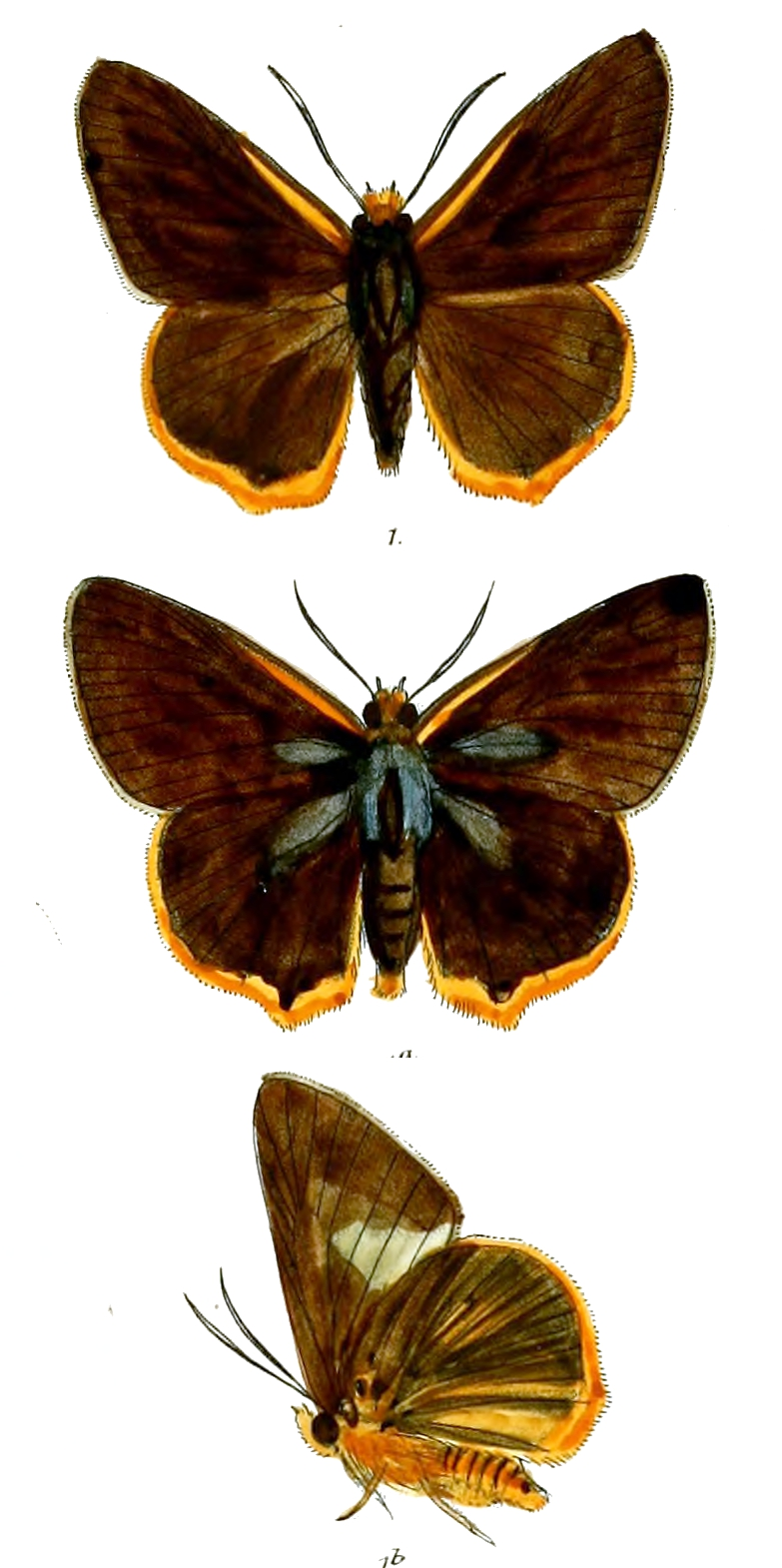
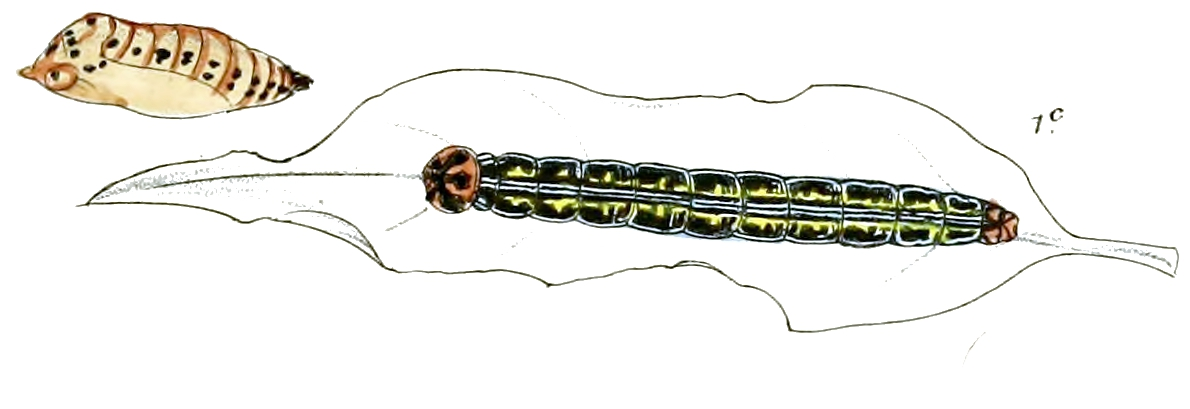